# Christian Ludvig af Mecklenburg
Hertug Christian Ludvig til Mecklenburg (tysk: Christian Ludwig Herzog zu Mecklenburg; 29. september 1912 - 18. juli 1996) var en tysk prins, der var familieoverhoved for fyrstehuset Mecklenburg fra 1945 til 1996. Han var den næstældste søn af den sidste storhertug af Mecklenburg-Schwerin, Frederik Frans 4.